# Soritia
Soritia is een geslacht van vlinders van de familie bloeddrupjes (Zygaenidae), uit de onderfamilie Chalcosiinae.

## Soorten
- S. angustipennis (Röber, 1897)
- S. bicolor (Moore, 1884)
- S. binotata (Mell, 1922)
- S. cecilia Oberthür, 1923
- S. circinata (Herrich-Schäffer, 1854)
- S. costimacula Aurivillius, 1894
- S. elizabetha (Walker, 1854)
- S. lydia Oberthür, 1923
- S. moerens (Oberthür, 1910)
- S. nigribasalis Hampson, 1892
- S. pulchella (Kollar, 1844)
- S. risa (Doubleday, 1844)
- S. sevastopuloi Tremewan, 1960
- S. shahama (Moore, 1865)
- S. viridibasalis (Dudgeon, 1905)